# Равас, Генрих
Генрих Равас (словац. Henrich Ravas; род. 16 августа 1997, Сеница, Трнавский край) — словацкий футболист, вратарь клуба «Краковия».

## Клубная карьера
Равас — воспитанник клуба «Сеница». В 2014 году он подписал контракт с миявским «Спартаком», но так и не дебютировал за основной состав. В том же году Генрих переехал в Англию, где выступал за «Питерборо Юнайтед» и «Бостон Юнайтед». В 2016 году Равас подписал контракт с «Дерби Каунти», где выступал за дублирующий и молодёжный состав, а также на правах аренды за «Гейнсборо Тринити» и «Хартлпул Юнайтед». Летом 2021 года Генрих вернулся на родину в «Сеницу». 24 июля в матче против «Ружомберока» он дебютировал в чемпионата Словакии.
В 2022 году Равас перешёл в польский «Видзев». 3 апреля в матче против «Тыхы» он дебютировал в Первой лиге Польши. По итогам сезона Генрих помог клубу выйти в элиту. 17 июля в матче против «Погони» он дебютировал в польской Экстраклассе.
6 января 2024 года Равас перешёл в клуб MLS «Нью-Инглэнд Революшн», подписав контракт до конца сезона 2026 с опцией продления на сезон 2027. За американский клуб он дебютировал 21 февраля в матче Кубка чемпионов КОНКАКАФ 2024 против панамского «Индепендьенте». В апреле «Революшн» подписал Альяжа Ивачича, после чего Равас осел на скамейке запасных.
14 июля 2024 года Равас перешёл в польскую «Краковию», подписав четырёхлетний контракт.

## Международная карьера
Равас был включён в состав сборной Словакии на чемпионат Европы 2024.